# Smörlyckans IP

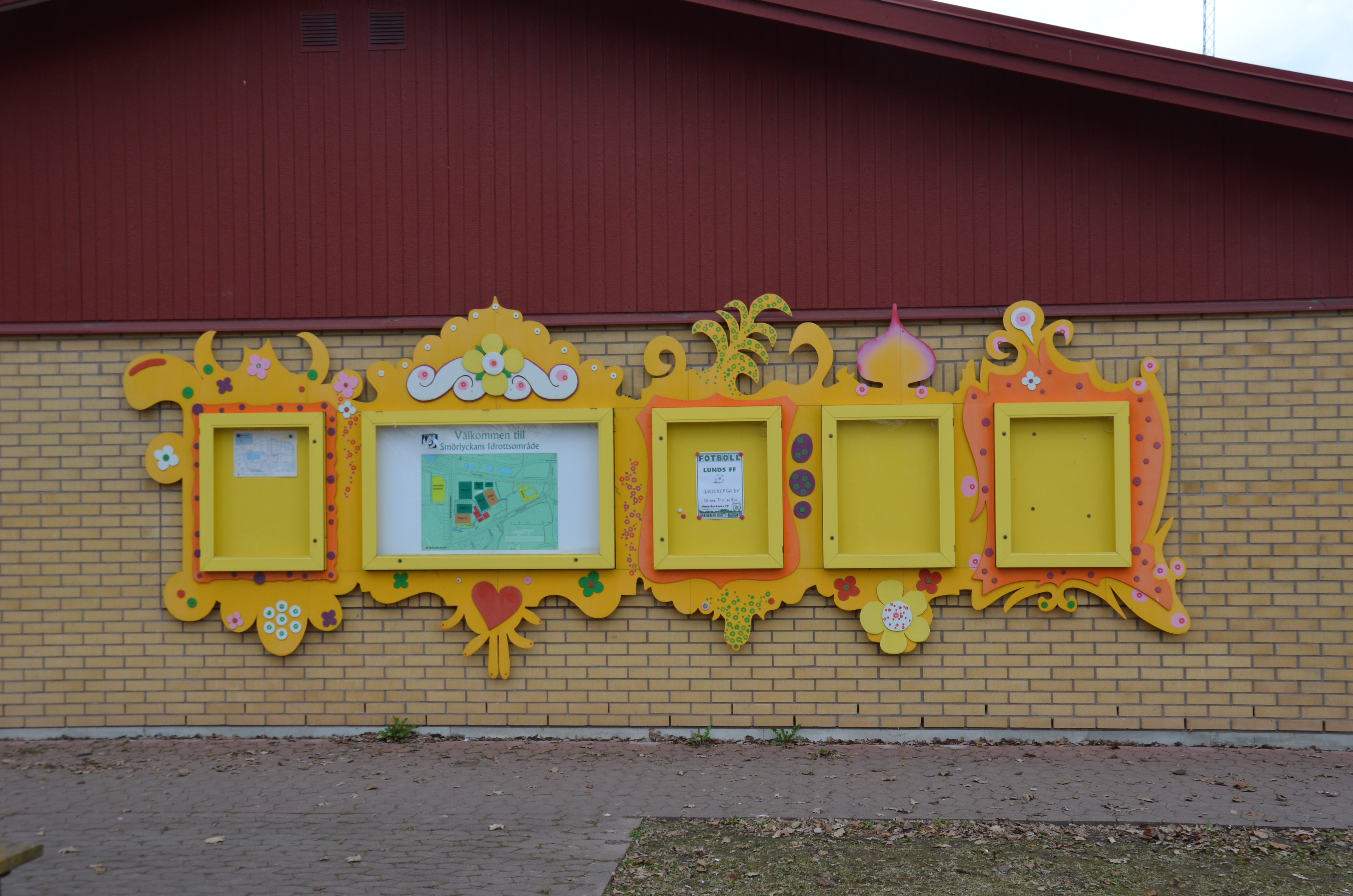
Anslagstavla av Peter Johansson på Smörlyckans IP

Smörlyckans IP är en idrottsplats på Möllevången i Lund i Sverige. Idrottsplatsen är hemmaarena för Lunds SK, Lunds FF, Teknologkårens IF, Lokomotiv Lund IK och FC Helsingkrona i fotboll.
Idrottsplatsen har 2 st 11-manna konstgräsplaner och 3 st 11-manna gräsplaner.